# よもぎ台
よもぎ台（よもぎだい）は、愛知県名古屋市名東区の地名。現行行政地名はよもぎ台一丁目からよもぎ台三丁目。住居表示未実施。

## 地理
名古屋市名東区北西部に位置する。東は若葉台・上菅一丁目、西は八前三丁目・平和が丘四丁目・平和が丘五丁目、南は社台一丁目、北は八前二丁目に接する。

## 歴史

### 町名の由来
猪子石字蓬莱洞（よもぎほら）の「よもぎ」と丘陵地であることから「台」を組み合わせて命名されたという。蓬莱洞の由来については、当地に鎮座していた八剱社が熱田神宮の末社であり、熱田神宮の別名である蓬莱島から、八剱社のある山を蓬莱山と称したことによるとも、ある病人が夢のお告げに従って紫雲立ちこめる場所を掘ったところヨモギが生した仏像が出てきたことに由来するともいう。

### 沿革
- 1976年（昭和51年）10月10日 - 名東区猪高町猪子石の一部により、同区よもぎ台一丁目からよもぎ台三丁目が成立する[1]。平和ヶ丘土地区画整理組合の換地処分による[4]。
- 1984年（昭和59年）2月11日 - 三丁目に猪高町上社の一部を編入する[1]。上社土地区画整理組合の換地処分による[4]。
- 1986年（昭和61年）5月3日 - 一丁目から三丁目に猪高町猪子石の一部をそれぞれ編入する[1]。西一社土地区画整理組合の換地処分による[4]。

## 世帯数と人口
2019年（平成31年）4月1日現在の世帯数と人口は以下の通りである。
| 丁目           | 世帯数    | 人口    |
| -------------- | --------- | ------- |
| よもぎ台一丁目 | 312世帯   | 742人   |
| よもぎ台二丁目 | 428世帯   | 1,027人 |
| よもぎ台三丁目 | 563世帯   | 1,326人 |
| 計             | 1,303世帯 | 3,095人 |

### 人口の変遷
国勢調査による人口の推移
| 2000年（平成12年） | 2,962人 |  |
| 2005年（平成17年） | 3,087人 |  |
| 2010年（平成22年） | 3,011人 |  |
| 2015年（平成27年） | 3,041人 |  |

## 学区
市立小・中学校に通う場合、学校等は以下の通りとなる。また、公立高等学校に通う場合の学区は以下の通りとなる。なお、小・中学校は学校選択制度を導入しておらず、番毎で各学校に指定されている。
| 丁目           | 小学校                                      | 中学校                                      | 高等学校 |
| -------------- | ------------------------------------------- | ------------------------------------------- | -------- |
| よもぎ台一丁目 | 名古屋市立蓬来小学校                        | 名古屋市立猪子石中学校                      | 尾張学区 |
| よもぎ台二丁目 | 名古屋市立蓬来小学校                        | 名古屋市立猪子石中学校                      | 尾張学区 |
| よもぎ台三丁目 | 名古屋市立蓬来小学校 名古屋市立北一社小学校 | 名古屋市立猪子石中学校 名古屋市立猪高中学校 | 尾張学区 |

## 施設
- 名古屋市立蓬来小学校[2]
- よもぎ公園[2]

0.24ヘクタール。1977年（昭和52年）4月1日開園。
- 八畝公園[2]

0.73ヘクタール。1976年（昭和51年）4月1日開園。
- 戦争と平和の資料館ピースあいち

## その他

### 日本郵便
- 郵便番号 : 465-0091[WEB 3]（集配局：名東郵便局[WEB 12]）。

### WEB
1. ↑  “愛知県名古屋市名東区の町丁・字一覧”.   人口統計ラボ. 2017年10月7日閲覧。
2. 1 2  “町・丁目(大字)別、年齢(10歳階級)別公簿人口(全市・区別)”.   名古屋市 (2019年4月22日). 2019年4月23日閲覧。
3. 1 2  “郵便番号”.  日本郵便. 2019年3月17日閲覧。
4. ↑  “市外局番の一覧”.   総務省. 2019年1月6日閲覧。
5. 1 2  名古屋市役所市民経済局地域振興部住民課町名表示係 (2015年10月21日). “名東区の町名一覧”.   名古屋市. 2017年10月7日閲覧。
6. ↑  名古屋市役所総務局企画部統計課統計係 (2005年7月1日). “（刊行物）名古屋の町(大字)・丁目別人口 (平成12年国勢調査) 名東区” (XLS). 2017年10月8日閲覧。
7. ↑  名古屋市役所総務局企画部統計課統計係 (2007年6月29日). “平成17年国勢調査　名古屋の町(大字)別・年齢別人口 名東区” (XLS). 2017年10月8日閲覧。
8. ↑  名古屋市役所総務局企画部統計課統計係 (2012年6月29日). “平成22年国勢調査　名古屋の町(大字)別・年齢別人口 名東区” (XLS). 2017年10月8日閲覧。
9. ↑  名古屋市役所総務局企画部統計課統計係 (2017年7月7日). “平成27年国勢調査　名古屋の町(大字)別・年齢別人口” (XLS). 2017年10月8日閲覧。
10. ↑  “市立小・中学校の通学区域一覧”.   名古屋市 (2018年11月10日). 2019年1月14日閲覧。
11. ↑  “平成29年度以降の愛知県公立高等学校（全日制課程）入学者選抜における通学区域並びに群及びグループ分け案について”.   愛知県教育委員会 (2015年2月16日). 2019年1月14日閲覧。
12. ↑  “郵便番号簿 2018年度版” (PDF).   日本郵便. 2019年4月23日閲覧。

### 文献
1. 1 2 3 4  名古屋市計画局 1992, p. 867.
2. 1 2 3 4 5  「角川日本地名大辞典」編纂委員会 1989, p. 1553.
3. 1 2  名古屋市計画局 1992, p. 673.
4. 1 2 3  名東区区制20周年記念事業実行委員会 1995, p. 84.
5. 1 2 3 4  名古屋市緑政土木局緑地部緑地管理課 2017, pp. 144–145.